# Anni 830
Gli anni 830 sono il decennio che comprende gli anni dall'830 all'839 inclusi.

## Eventi, invenzioni e scoperte
- I primi vichinghi svedesi arrivano in Russia. (I Rus', da Roslagen)
- Le incursioni vichinghe in Europa occidentale si fanno più gravi. Saccheggiano Dorestad e si stabiliscono in Irlanda.
- Ludovico il Pio e i suoi figli lottano per la spartizione dell'Impero carolingio.
- Secondo periodo iconoclasta nell'Impero Bizantino (813-843).
- Amalfi diventa una repubblica marinara indipendente nel 839.

## Personaggi
- Ludovico il Pio
- Egbert di Wessex
- Ansgar